# Andrzej Larysz
Andrzej Larysz (ur. 12 kwietnia 1953) – polski lekkoatleta, skoczek wzwyż, medalista mistrzostw Polski, reprezentant Polski.

## Kariera sportowa
Karierę sportową rozpoczął w Iskrze Pszczyna, prezesem tego klubu był jego ojciec, Jan Larysz, w 1974 został zawodnikiem Górnika Wałbrzych
Na mistrzostwach Polski seniorów na otwartym stadionie zdobył jeden medal w skoku wzwyż: brązowy w 1973. W 1970 wystąpił na mistrzostwach Europy juniorów, zajmując 11. miejsce, z wynikiem 2,01. Dwukrotnie wystąpił w meczach międzypaństwowych (raz w 1971, raz w 1972), bez zwycięstw indywidualnych.
Rekord życiowy w skoku wzwyż: 2,15 (9.06.1974).